# H℃
H℃（エイチドシー、H-do-C）はかつて存在したアダルトゲームブランド。公式ウェブサイトは既に消滅している。

## 作品
全作品にPlayStation 2版が存在する。
- 2007年5月18日 - 夢見師
- 2008年5月30日 - 熱帯低気圧少女
- 2008年6月27日 - 夢見白書